# Kazimierz Łuszczyński
Kazimierz Tadeusz Łuszczyński ps. „Mateusz”, „Orzeł”, „Rosa” (ur. 23 września 1921 w Lublinie, zm. 24 maja 1946) – karmelita trzewiczkowy z Krakowa, ogrodnik klasztorny, żołnierz NZW i NSZ.
Syn Stanisława i Feliksy z Kowalskich. Mieszkał w Lublinie. Był szefem PAS NZW na powiat Lublin-miasto, a w 1944 szefem oddziału V łączności KO NSZ i adiutantem komendanta Okręgu Lubelskiego NSZ nr III Michała Kłosowskiego. Był członkiem Stronnictwa Narodowego.
Aresztowany w 1945. 19 marca 1946 razem z sześcioma współtowarzyszami walki skazany w tzw. procesie lubelskiego PAS na podst. 1 Dekr. przez Wojskowy Sąd Okręgowy w Warszawie pod przewodnictwem ppłk A. Janowskiego na karę śmierci. Nr sprawy W.1692/46. Prezydent Bierut nie skorzystał z prawa łaski. Stracony wraz ze współskazanymi 24 maja 1946.
Dokładne miejsce jego pochówku jest nieznane. Grób symboliczny znajduje się na Cmentarzu Wojskowym w Warszawie w Kwaterze "na Łączce".